# Marianne Kohn Beker
Marianne Kohn Beker (nacida Marisa Kohn; Caracas, Venezuela, 1° de junio de 1933 - Caracas, Venezuela, 5 de julio de 2017) fue una filósofa, profesora, investigadora y escritora venezolana de origen judío. Fue cofundadora y directora académica de la organización sin fines de lucro Espacio Anna Frank.

## Biografía

### Primeros años, estudios y trayectoria académica
Marianne Kohn Beker nació en Caracas en una familia de inmigrantes del Imperio Austrohúngaro que llegó a Venezuela a finales de la década de 1920. Sus padres fueron Abraham Kohn y Anna Wacher. Estudió Filosofía en la Universidad Central de Venezuela y obtuvo su doctorado en la Universidad de Pennsylvania (Estados Unidos). Contrajo matrimonio con el médico Simón Beker, con quien tuvo tres hijos: Toni, Ilana y Bernardo.
Kohn Beker desarrolló su carrera académica como profesora e investigadora en la Escuela de Filosofía y el Instituto de Filosofía de la Facultad de Humanidades y Educación de la Universidad Central de Venezuela hasta su retiro como profesora asociada. También enseñó en la Escuela de Psicología de la Universidad Central de Venezuela y en el Instituto Superior de Estudios Judaicos. Sus cursos, conferencias y escritos abordaron el pensamiento y la ética judías y la filosofía política, así como el Holocausto, el legado artístico y cultural de escritores y creadores judíos del siglo XX, la libertad, el racismo, el feminismo, los derechos humanos y la modernidad, entre otros temas.

### Investigaciones y aportes filosóficos
Kohn Beker es autora del libro Tendencias positivistas en Venezuela, editado por la Universidad Central de Venezuela en 1970. Sus ensayos han sido publicados en obras en colaboración, publicaciones académicas y revistas venezolanas como Episteme NS, Sumario, Pensamiento Judío Contemporáneo, Reflexión, Crítica Contemporánea, Maguén-Escudo, Recuerda-Zajor. También colaboró con los periódicos El Nacional, El Universal y Últimas Noticias y con el semanario Nuevo Mundo Israelita. Varios de sus textos fueron recogidos en los volúmenes póstumos El arte de vivir y el oficio de escribir  y Vienen nuevos tiempos, editados por Espacio Anna Frank en 2023.
Buena parte de la reflexión filosófica de Kohn Beker está centrada en la filosofía política y en temas de ética judía con base en la teología judía, siguiendo el pensamiento del filósofo Emmanuel Lévinas.
Entre sus preocupaciones se halla la asimilación y/o emancipación judía (Haskalá), que exige de los judíos la renuncia a señas de identidad comunitarias para su completa integración en los Estados-Nación modernos. Según la filósofa Luz Marina Barreto, el pensamiento filosófico de Kohn Beker puede entenderse como una forma de "comunitarismo" o "cosmopolitismo", en contraposición al liberalismo universalista imperante en su época.

Por otra parte, Kohn Beker defiende la idea de los derechos humanos universales como patrimonio cultural y como visión particular de la persona humana y de cada comunidad que se atiene a ellos. No concibe los derechos humanos en el marco de una ética global capaz de borrar las diferencias étnicas o tradicionales de los pueblos:
“Firmemente convencida de la validez de los Derechos Humanos Universales, de los ideales de una filosofía moral y de una ética no sectarias, genuinamente incluyentes, aquellas cuya verdadera vigencia y validez pudieran haber evitado el Holocausto nazi, de una noción de justicia no restringida a ningún grupo humano, y de la validez universal de nuestra obligaciones y responsabilidades para con todos los seres humanos, es al mismo tiempo una vehemente defensora de aquella corriente de la ética que rechaza la posibilidad de una fundamentación de la moral carente de asideros en la realidad ontológica de la persona como miembro de una comunidad concreta, real”.

### Divulgación de la memoria histórica de la comunidad judía venezolana
En 1999, Kohn Beker editó con el rabino Pynchas Brener el libro Sinagogas de Venezuela y el Caribe y dirigió el equipo de investigación para el documental Valió la pena. Crónicas de los Judíos Ashkenazíes en Venezuela (1920-1945), dirigido por Henry Grunberg y publicado en 2000. Esta cinta retrata la primera oleada de judíos europeos que migraron a Venezuela y la fundación de su comunidad en el país

Sobre el interés de Kohn Beker en documentar y divulgar la historia de los judíos establecidos en Venezuela a través de diversos proyectos, Paulina Gamus dice:
Marianne siempre fue una convencida de la necesidad que teníamos los judíos venezolanos de perdurar, de que se divulgaran los aportes que habían hecho al país tanto los nacidos aquí como los que llegaron como inmigrantes. Así nació la iniciativa de grabar los testimonios de miembros destacados de nuestra comunidad que son un legado invalorable para las nuevas generaciones y para la historia misma de Venezuela.
Kohn Beker coordinó la investigación para la elaboración de Noticia de una Diáspora. La comunidad ashkenazí en Tierra de Gracia (2002-2004), serie de doce fascículos ilustrados sobre la historia de la migración de los judíos asquenazíes a Venezuela y su evolución histórica hasta el año 2000 Supervisó asimismo la producción de los dos primeros volúmenes de la obra Exilio a la Vida. Testimonios de Sobrevivientes del Holocausto en Venezuela, editada in 2006 por la Unión Israelita de Caracas (ISBN 980-12-1692-1), de cuyo estudio introductorio es autora.

## Premios y reconocimientos
En noviembre de 2015, la asociación civil venezolana Mujer y Ciudadanía y el Centro para el Estudio de la Participación Ciudadana de la Universidad Monteávila le otorgaron el Premio Mujer Analítica 2015, en reconocimiento a su trayectoria académica y su labor de promoción de valores para la coexistencia.

## Obras

### Libros
- Tendencias positivistas en Venezuela (publicado como Marisa Kohn de Beker; Caracas: Ediciones de la Biblioteca de la Universidad Central de Venezuela, 1970).
- El arte de vivir y el oficio de escribir y otros ensayos sobre cultura y pensamiento (Caracas: Espacio Anna Frank, 2023). ISBN 978-980-7258-08-1.
- Vienen nuevos tiempos (Caracas: Espacio Anna Frank, 2023). ISBN 978-980-7258-09-8.